# Свици у башти
Свици у башти (енгл. Fireflies in the Garden) је филм из 2008, са Џулијом Робертс и Вилемом Дафоом у главним улогама.

## Радња
Прича о краху обичне породице, где сваки од чланова има своју трагедију. Мајка Лиза (Џулија Робертс) умире у саобраћајној несрећи коју је изазвао њен супруг Чарлс (Вилем Дефо). Син Лизе и Чарлса, Мајкл (Рајан Рејнолдс), успешан писац, објављује „роман са кључем” о свом детињству и породици – ауторитарном оцу и идеалној мајци. Али цела породица се противи писању књиге - од тетке до самог Чарлса ...

## Улоге
| Глумац           | Улога             |
| ---------------- | ----------------- |
| Џулија Робертс   | Лиза Тејлор       |
| Вилем Дафо       | Чарлс Тејлор      |
| Емили Вотсон     | Џејн Лоренс       |
| Рајан Рејнолдс   | Мајкл Тејлор      |
| Кари-Ен Мос      | Кели Хансон       |
| Хејден Панетијер | млада Џејн Лоренс |
| Јоан Грифид      | Едисон            |